# Morten Thorsby
Morten Thorsby (Oslo, 5 mei 1996) is een Noors voetballer die doorgaans als centrale middenvelder  speelt. Hij verruilde Union Berlin in 2024 voor Genoa. Thorsby debuteerde in 2017 in het Noors voetbalelftal.

## Clubcarrière

### Stabæk Fotball
Thorsby speelde in zijn jeugd bij IL Heming, FC Lyn Oslo en Stabæk Fotball. In 2013 debuteerde hij voor Stabæk Fotball in de Noorse Adeccoligaen, het tweede niveau in Noorwegen. Nadat de club promotie afdwong naar de hoogste afdeling, mocht Thorsby in april 2014 zijn debuut op het hoogste niveau vieren tegen Molde FK. ZIjn eerste seizoen in de Tippeligaen was ook zijn laatste bij Stabæk.

### sc Heerenveen
Stabæk Fotball maakte op 30 mei 2014 via de officiële kanalen bekend dat het overeenstemming had bereikt met sc Heerenveen over een transfer. Thorsby tekende op 20 juni een vijfjarig contract bij de Nederlandse club. Hij diende dat helemaal uit. Heerenveen speelde in die tijd meestal om plaatsing voor de play-offs voor Europees voetbal. Het lukte Thorsby drie keer om die te behalen met de Friezen, maar winnen deden ze die nooit. Na een aantal seizoenen waarin hij invalbeurten en basisplaatsen afwisselde, speelde hij in seizoen 2017/18 onder coach Jurgen Streppel bijna alles. Toen Jan Olde Riekerink in juli 2018 aantrad, was dat weer afgelopen.

### Sampdoria
Thorsby verruilde sc Heerenveen in juli 2019 transfervrij voor Sampdoria. Hier groeide hij na een paar maanden uit tot basisspeler, wat hij daarna drie seizoenen bleef. Met Sampdoria moest hij in zowel zijn eerste als zijn derde seizoen vechten tegen degradatie, wat wel lukte.

### Union Berlin
Thorsby tekende in juli 2022 bij Union Berlin, de nummer vijf van de Bundesliga in het voorgaande seizoen. Hier ging hij vooral dienen als invaller. Hij speelde dat seizoen voor het eerst in zijn carrière in de Europa League. Daarin kwamen de club en hij tot de achtste finales. Hij droeg ook in 24 speelronden (waarvan 16 als invaller) bij aan het behalen van de vierde plaats in de Bundesliga. Voor Union Berlin betekende dat de eerste kwalificatie voor de Champions League in de clubgeschiedenis.

### Genoa
In augustus 2023 werd Thorsby verhuurd aan Genoa, de stadsgenoot van zijn voormalige club Sampdoria. Genoa nam hem in de zomer van 2024 definitief over.

## Clubstatistieken
| Seizoen | Club           | Competitie   | Wedstrijden | Doelpunten |
| ------- | -------------- | ------------ | ----------- | ---------- |
| 2013    | Stabæk Fotball | Adeccoligaen | 4           | 0          |
| 2014    | Stabæk Fotball | Tippeligaen  | 10          | 1          |
| 2014/15 | sc Heerenveen  | Eredivisie   | 16          | 0          |
| 2015/16 | sc Heerenveen  | Eredivisie   | 25          | 1          |
| 2016/17 | sc Heerenveen  | Eredivisie   | 23          | 0          |
| 2017/18 | sc Heerenveen  | Eredivisie   | 31          | 6          |
| 2018/19 | sc Heerenveen  | Eredivisie   | 20          | 5          |
| 2019/20 | Sampdoria      | Serie A      | 24          | 1          |
| 2020/21 | Sampdoria      | Serie A      | 33          | 3          |
| 2021/22 | Sampdoria      | Serie A      | 35          | 3          |
| 2022/23 | Union Berlin   | Bundesliga   | 24          | 1          |

Bijgewerkt op 15 juli 2023

## Interlandcarrière
Thorsby kwam uit voor diverse Noorse nationale jeugdelftallen. Hij debuteerde in 2014 in Noorwegen –21. Thorsby debuteerde op 11 november 2017 onder leiding van bondscoach Lars Lagerbäck in het Noors voetbalelftal, in een oefeninterland in en tegen Macedonië (2-0). Hij viel in dat duel na 69 minuten in voor Martin Ødegaard. Ook Pål Alexander Kirkevold maakte in die wedstrijd zijn debuut voor de nationale ploeg van Noorwegen. Na zijn debuut duurde het tot 4 september 2020 voor Thorsby zijn tweede interland mocht spelen. Vanaf maart 2021 stelde bondscoach Stale Solbakken hem regelmatig op.
1 Leali ·
2 Thorsby ·
3 Martín ·
4 De Winter ·
8 Bohihen ·
9 Vitinha ·
10 Messias ·
11 Pereiro ·
13 Bani ·
14 Vogliacco ·
15 Norton-Cuffy ·
17 Malynovskyj ·
18 Ekuban ·
19 Pinamonti ·
20 Sabelli ·
21 Ekhator ·
22 Vásquez ·
22 Miretti ·
27 Marcandalli ·
30 Ankeye ·
32 Frendrup ·
33 Matturro ·
39 Sommariva ·
45 Balotelli ·
47 Badelj  ·
53 Kasa ·
55 Accornero ·
59 Zanoli ·
69 Ahanor ·
72 Melegoni ·
73 Masini ·
95 Gollini ·
99 Stolz ·
Coach: Vieira